# Billy Ocean
Leslie Sebastian Charles, més conegut com a Billy Ocean (Fyzabad, 21 de gener de 1950) és un cantant britànic. Nascut a l'illa de Trinitat i Tobago Billy Ocean va emigrar a Anglaterra per a dedicar-se, a partir dels anys setanta, a la música. Entre els seus èxits, es poden destacar les cançons When the going gets tough, the tough gets going (part de la banda sonora de la pel·lícula La joia del Nil), Suddenly, Get outta of my dreams, get into my car, Caribbean Queen, Loverboy i There'll be sad songs to make you cry.

## Discografia

### Àlbums
- Billy Ocean (GTO 1975)
- City Limit (GTO 1980)
- Nights (Feel Like Getting Down) (Epic Records 1981) #152 U.S.
- Inner Feelings (Epic 1982)
- Suddenly (Jive Records 1984) #9 UK, #9 U.S.
- Love Zone (Jive 1986) #2 UK, #6 U.S.
- Tear Down These Walls (Jive 1988) #3 UK, #18 U.S.
- Greatest Hits (Jive 1989) #4 UK, #77 U.S.
- Time to Move On (Jive 1993)
- Love is For Ever (Jive 1997) #7 UK
- Emotions in Motion (Time Music International 2002)
- On The Run (Planet Media 2003)
- Let's Get Back Together (Jive 2003) #69 UK
- The Ultimate Collection (Jive 2004) #28 UK
- Showdown (Jive 2004)
- Can You Feel It (K-tel 2005) (Disponible exclusivamente en la tienda de música iTunes d'Apple)
- YBC! (Jixxtaposition Records 2007)

### Cançons
| Any  | Cançó                                            | US Hot 100 | US R&B | US Dance | UK singles | Àlbum                            |
| ---- | ------------------------------------------------ | ---------- | ------ | -------- | ---------- | -------------------------------- |
| 1976 | "Love Really Hurts Without You"                  | 22         | -      | 8        | 2          | Billy Ocean                      |
| 1976 | "L.O.D. (Love On Delivery)"                      | -          | 55     | -        | 19         | Billy Ocean                      |
| 1976 | "Stop Me (If You've Heard It All Before)"        | -          | -      | -        | 12         | Billy Ocean                      |
| 1977 | "Red Light Spells Danger"                        | -          | -      | -        | 2          | Billy Ocean                      |
| 1979 | "American Hearts"                                | -          | -      | -        | 54         | City Limit                       |
| 1980 | "Are You Ready/Stay The Night"                   | -          | -      | 83       | 42         | City Limit                       |
| 1981 | "Night (Feel Like Gettin' Down)"                 | -          | 7      | 4        | -          | Night (Feel Like Getting Down)   |
| 1982 | "Calypso Funkin'"                                | -          | 72     | -        | -          | Inner Feelings                   |
| 1984 | "European Queen (No More Love On The Run)        | -          | -      | -        | 82         | Suddenly (European version)      |
| 1984 | "Caribbean Queen (No More Love On The Run)"      | 1          | 1      | 1        | 6          | Suddenly                         |
| 1985 | "Loverboy"                                       | 2          | 20     | 1        | 15         | Suddenly                         |
| 1985 | "Suddenly"                                       | 4          | 5      | -        | 4          | Suddenly                         |
| 1985 | "Mystery Lady"                                   | 24         | 10     | -        | 49         | Suddenly                         |
| 1986 | "When The Going Gets Tough, The Tough Get Going" | 2          | 6      | 31       | 1          | The Jewel of the Nile soundtrack |
| 1986 | "There'll Be Sad Songs (To Make You Cry)"        | 1          | 1      | -        | 12         | Love Zone                        |
| 1986 | "On The Run (Hold On Brother)"                   | -          | -      | 48       | -          | Love Zone                        |
| 1986 | "Love Zone"                                      | 10         | 1      | -        | 49         | Love Zone                        |
| 1986 | "Bittersweet"                                    | -          | -      | -        | 44         | Love Zone                        |
| 1986 | "Love Is Forever"                                | 16         | 10     | -        | 34         | Love Zone                        |
| 1988 | "Get Outta My Dreams, Get Into My Car"           | 1          | 1      | 25       | 3          | Tear Down These Walls            |
| 1988 | "Calypso Crazy"                                  | -          | -      | -        | 35         | Tear Down These Walls            |
| 1988 | "The Colour Of Love"                             | 17         | 10     | -        | 65         | Tear Down These Walls            |
| 1988 | "Stand And Deliver"                              | -          | -      | -        | 97         | Tear Down These Walls            |
| 1989 | "License To Chill"                               | 32         | 33     | -        | 81         | Tear Down These Walls            |
| 1990 | "I Sleep So Much Better (In Someone Else's Bed)" | -          | 60     | -        | -          | Greatest Hits                    |
| 1993 | "Everything's So Different Without You"          | -          | 91     | -        | -          | Time to Move On                  |
| 1993 | "Pressure"                                       | -          | -      | -        | 55         | Time to Move On                  |